# Grand Bara
Le Grand Bara
(Modèle:Lang-afar)(somali : Baadha Wayn), Bara Wein ou Bada Wein, est un désert du sud de Djibouti. Il se compose de grandes étendues de plateaux de sable, avec des herbes clairsemées, semi-désertiques et désertiques et une végétation de broussailles. Une route construite en 1981 traverse la zone, reliant la capitale de la ville de Djibouti au sud. Avant l'arrivée des Français, l'intérieur extrêmement aride n'était principalement habité par les personnes. 
Runner fait son chemin à travers le désert de Grand Bara lors de la course annuelle du Grand Bara 15K.

## Géographie
Le Grand Bara et le Petit Bara sont les restes de lits de lacs asséchés. Ils forment de vastes plaines arides au centre de Djibouti et marquent la délimitation de la partie volcanique du pays de la partie sédimentaire. L'argile dont ils sont formés est mal drainée et l'eau s'y accumule  pendant la saison des pluies, suivie de la croissance des graminées.  
Djibouti a peu de routes pavées ; on estime qu'il y a environ 2 900 km de routes, environ 12 % seulement étant asphaltées et moins de la moitié étant utilisables tout au long de l'année. En 1981, une route traversant le Grand Bara a été construite, reliant la capitale au sud. Sa longueur est d'environ 40 km.

## Écologie
Le Grand Bara fait partie de l'écorégion des prairies xériques éthiopiennes et des marais. Les grands mammifères présents dans cette zone sont l'antilope de Beira (Dorcatragus megalotis), la gazelle de Dorcas (Gazella dorcas), la gazelle de Soemmerring (Gazella soemmerringii), le dik-dik de Salt (Madoqua saltiana) et le gerenuk (Litocranius walleri). Peu d'oryx de Beisa (Oryx beisa) subsistent, après une forte pression de chasse. La gerbille de Berbera (Gerbillus acticola) est endémique de cette région, tout comme le gecko à bout foliaire d'Arnold ( Hemidactylus arnoldi) et le gecko des sables du nord (Tropiocolotes somalicus). L'alouette d'Archer (Heteromirafra archeri) est la seule espèce d'oiseau endémique. 

## Climat
De fortes pluies ont affecté le Grand Bara. En conséquence, la plaine est inondée en juillet et septembre. Le climat du Grand Bara limite le nombre d'animaux vivant en permanence dans ces conditions extrêmes. 